# بيكاتشو
بيكاتشو (باليابانية:ピカチュウ)، و(بالإنجليزية: Pikachu)‏ هو أحد أجناس البوكيمون المتعددة وهو من النوع الكهربائي. يُعد من أشهر البوكيمونات نظرا لأنه أحد الشخصيات الأساسية لمسلسل البوكيمون.
ويُعد الآن أحد العلامات التي تدل على اليابان نظرا لأن مصدره من هناك.
كغيره من البوكيمونات يقاتل بيكاتشو في الأنمي وفي ألعاب الفيديو .

## أصل التسمية
اصل تسمية بيكاتشو هو مزيج صوتين باليابانية، بيكابيكا ピカピカ(صوت شرارة الكهرباء باليابانية) وَ تشوتشو チューチュー(صرير الفأر باليابانية).

## أماكن تواجده
غالبا ما يتواجد كائنات بيكاتشو في العالم الخيالي بالقرب من المصادر الكهربائية، أو في الغابات وفي البحار والجبال في بعض الأحيان.

## هجماته
يستخدم بيكاتشو تجميع الطاقة الكهربائية واستعمالها للهجوم على خصومه، كما يستخدم سرعته في الهجوم المباشر على خصمه.
من مميزاته أيضا انه يستخدم الذيل كوسيلة هجوم ودفاع معا.